# Belgrád–Újvidék–Szabadka-vasútvonal
A Belgrád–Újvidék–Szabadka-vasútvonal (szerb nyelvenszerbül: Железничка пруга Београд-Суботица cirill betűkkel, latinul: Železnička pruga Beograd-Subotica) a szerbiai metropolisz, Belgrád és a Vajdaság Autonóm Tartomány területének nagy része közötti vasúti összeköttetés gerincvonala. Ez Szerbia fő vasúti összeköttetését is biztosítja Magyarországgal. Hossza 184 km.
A vonal 2024 előtt nagyrészt egyvágányú volt, a haladási sebesség általában alacsony (30–70 km/h), a menetidő Belgrád és Szabadka között 3,40 és 4 óra között volt. A vonal évente 1,3 millió utast szállít, és 160 millió dinárt termel a Szerbiai Vasutaknak. A vonalat az EC Avala nemzetközi vasúti járat is használja.
2021-ben kezdődött a vonalat korszerűsítése, és teljes kizárás mellett kétvágányúvá teszik Újvidék és Szabadka között. Személyvonatok nem közlekednek (helyette buszos közlekedés van), a tehervonatok a Titelen keresztül terelve közlekednek. A Belgrád és Újvidék közötti szakaszt már korszerűsítették és kétvágányúvá tették, a sebességet 200 km/h-ra növelték.
A Duna folyón a vonal Újvidéken a Boško Perošević hídon, Belgrádban pedig a Új vasúti hídon keresztül halad át.

## Története
A vonalat 1882 és 1884 között  építették az Osztrák-Magyar Monarchia fennállása alatt, mint a Habsburg Monarchia és a legdélebbi város, Zimony (ma Belgrád külvárosa) közötti fő vasúti összeköttetést. Az eredeti állomás a mai „Jugoslavija” szálloda helyén, Újbelgrádban volt. A vonal észak–déli irányban épült, és az Újvidék és Zimony közötti szakasz volt az utolsó, amelyet megnyitottak. 1918-ig szinte a teljes vonal Magyarország területén volt; Jugoszlávia függetlenségének kikiáltása után a határpontot északra, Szabadkára helyezték át.
A második világháború utolsó harcai során a vonal támadásoknak volt kitéve. A visszavonuló német hadsereg lerombolta a Čortanovci falunál lévő alagutat.
Az 1960-as években Újvidéken az új lakótelepek dinamikus építésével összefüggésben a helyi vasútállomást és a városon áthaladó vasúti folyosót áthelyezték. A régi állomás egyetlen maradványa a Limanon található postahivatal. Az eredeti vasúti hidat, amely a péterváradi erőd alatti alagúthoz kapcsolódott, szintén felhagyták.
1980-ban a vonalat rekonstruálták; 2005-ben az Európai Beruházási Bank támogatásával 14 km-t állítottak helyre Petrovaradin és Čortanovci között. 2014-ben Újvidéken új vasúti hidat építettek a Duna felett (Žeželj-híd).
A szerb kormány prioritásként kezeli a vonal felújítását.
Aleksandar Vučić szerb miniszterelnök 2014 szeptemberében, a Kínai Népköztársaságban tett látogatása után bejelentette, hogy érdeklődik a vonal korszerűsítése iránt. A rekonstrukciót követően az utazási sebesség 160–200 km/h-ra nő,. így a Belgrád és Újvidék közötti távolság fél órára csökken. 2016-ban megállapodást írtak alá a vonal korszerűsítéséről, 2017-ben megkezdődtek az építkezések, 2021-ben pedig befejeződött a korszerűsítés. Az eredeti ígéret szerint azonban a vonalat már 2018-ra kellett volna átépíteni.
A vonal egyes szakaszait, különösen Srem Karlovci és Nova Pazova között, kiegyenesítették, és egy 1100 méter hosszú alagutat vágtak a Tarcal-hegység lábai alatt. Összesen 19 hidat építettek, köztük egy viaduktot. Az új vonal első szakaszának építési költsége 297,6 millió amerikai dollár volt. A vonal rekonstrukciójával összefüggésben valamennyi állomást korszerűsítették, Zemunban egy teljesen új állomást építenek. Az összes vasúti átjárót is megszüntették.
A felújítással összefüggésben az Újvidék–Belgrád-vonalszakaszon 2019-ben 2022-ig szünetelt a forgalom. 2022-ben fejeződtek be az építési munkálatok, a Belgrád–Stara Pazova közötti szakaszt pedig egy évvel korábban akarták üzembe helyezni.

### Sebességemelés
2022-ben a Belgrád–Újvidék-szakaszon a leggyorsabb, Sokol (szerbül: Сокол) nevű vonatok menetideje várhatóan 36 perc lesz, a maximális haladási sebességük 200 km/h.

## Állomások
- Belgrád főpályaudvar
- Újbelgrád
- Tošin bunar
- Zimony
- Zemun Polje
- Batajnica
- Nova Pazova
- Bojka
- Ópazova
- Inđia
- Čortanovci
- Karlóca
- Pétervárad
- Újvidék
- Kiszács
- Máriamajor
- Ókér
- Vrbas (město)
- Szeghegy
- Kishegyes
- Topolya
- Újnagyfény
- Sándor predgrađe
- Szabadka (pályaudvar).